# Эльстер, Юн

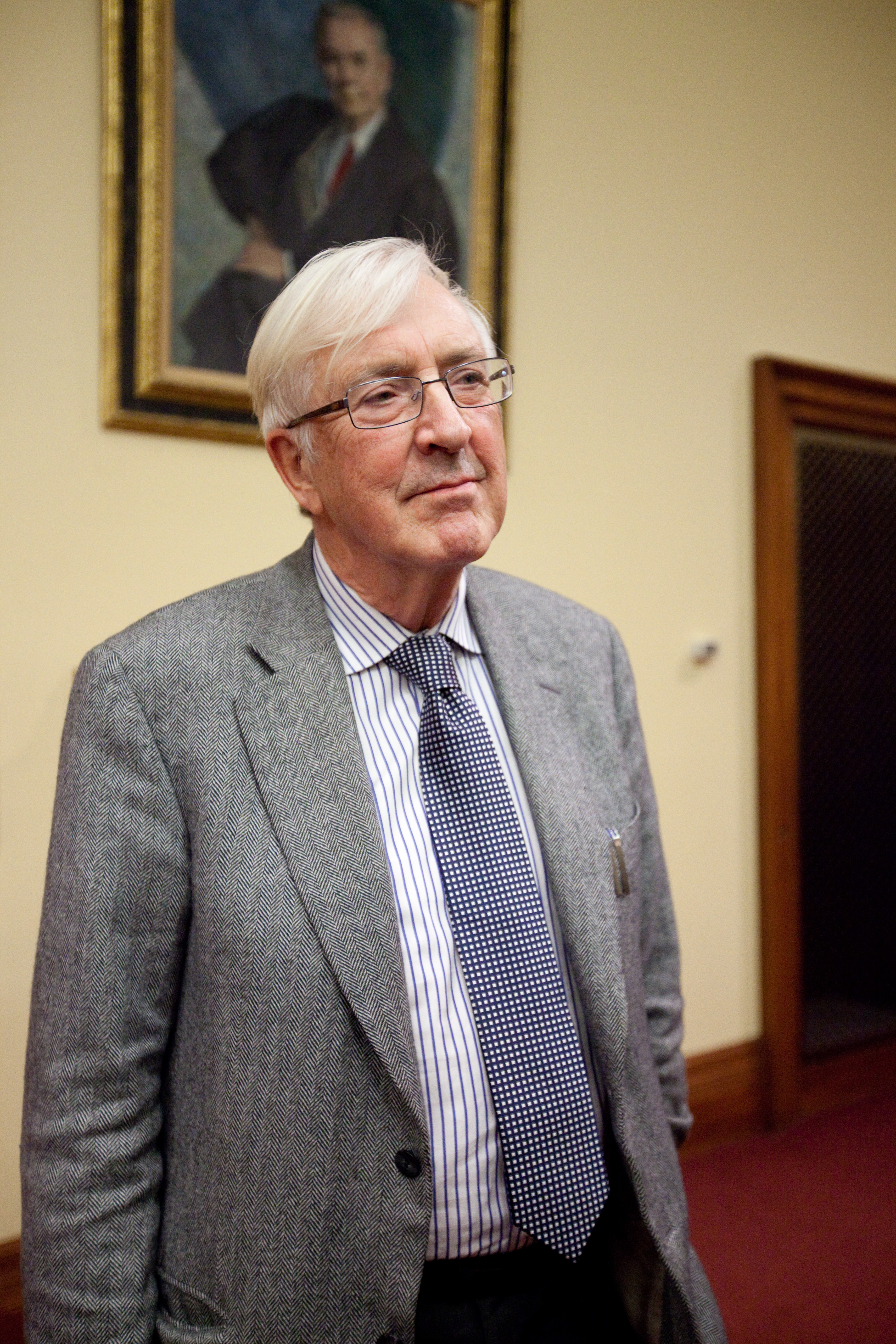

Юн Эльстер (норв. Jon Elster; род. 22 февраля 1940, Осло, Норвегия) — норвежский и американский политолог и социолог, политический философ. Доктор философии (1972), профессор Колумбийского университета (с 1995), член Норвежской АН (1981) и Американского философского общества (2012), членкор Британской академии (1991). Автор работ по философии социальных наук и теории рационального выбора. Представитель аналитического марксизма, критик неоклассической экономической теории и теории общественного выбора. Прежде преподавал в Париже (являлся профессором Коллеж де Франс), Осло и Чикаго (в последнем — как заслуженный сервис-профессор Чикагского университета). Лауреат премии Юхана Шютте (2016).

## Биография
Сын известного норвежского журналиста и писателя Торольфа Эльстера. После окончания школы отправился в Париж получать высшее образование в Высшей нормальной школе. Также окончил Университет Осло (магистр философии, 1966). В 1972 году получил степень доктора философии в Парижском университете, за диссертацию по Карлу Марксу, защищённую под руководством Раймона Арона.
На протяжении многих лет являлся членом «Сентябрьской группы», но покинул её в начале 1990-х годов. Преподавал в Университете Осло на историческом факультете и в Чикагском университете на факультетах философии и политологии, профессор последнего университета в 1984—1995 годах, с 1989 года именной заслуженный сервис-профессор; также состоял профессором Коллеж де Франс. Ныне, с 1995 года, именной профессор (Robert K. Merton Professor) социальных наук в Колумбийском университете. Стипендиат Гуггенхайма (1988).
Член Американской академии искусств и наук (1988) и иностранный член Academia Europaea (1989).
Отмечен John von Neumann Award (2002) и Jean Nicod Prize (1997). Почётный доктор Стокгольмского университета (1998) и др.

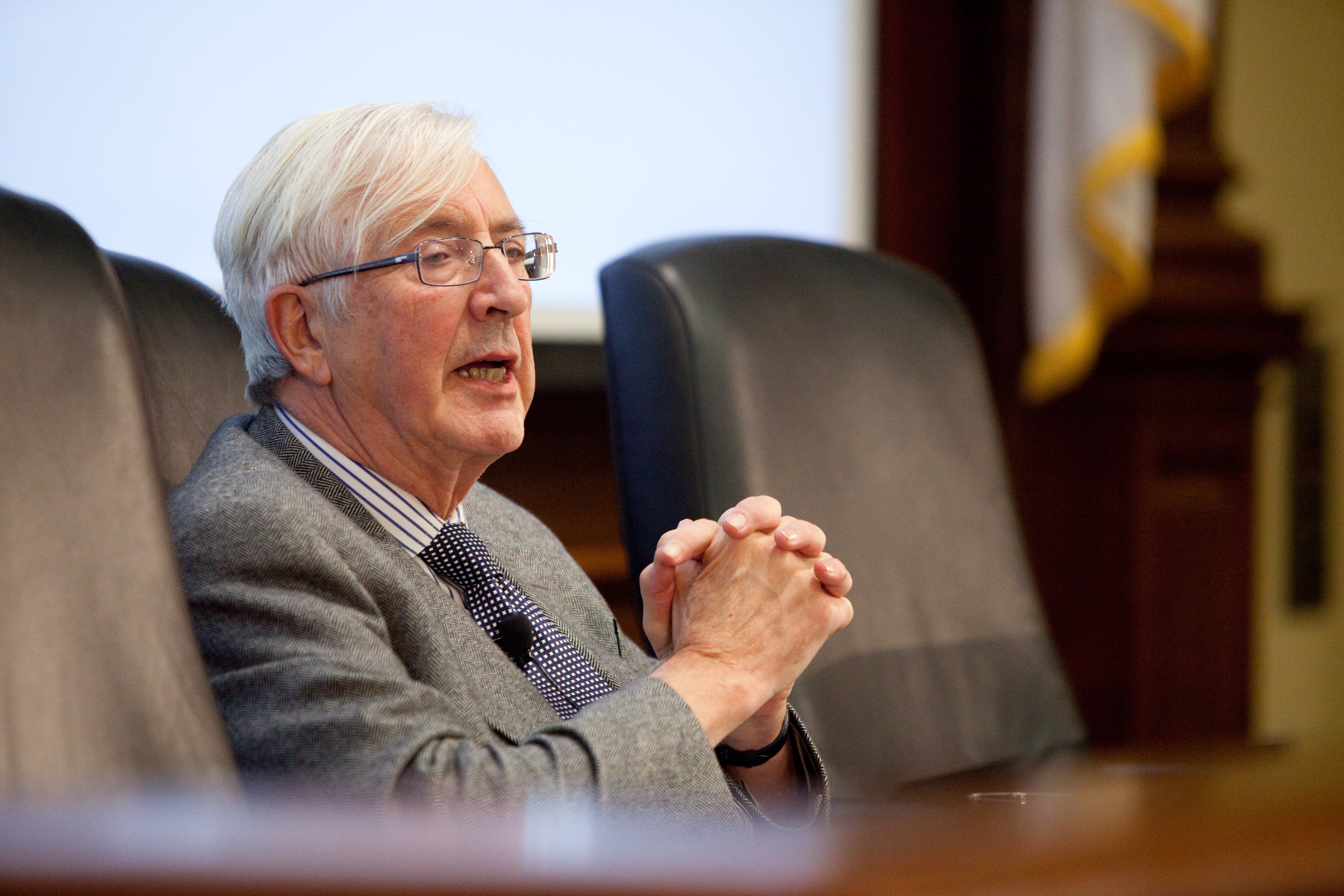

Женат.

## Произведения
- Ulysses and the Sirens (Cambridge, 1979)
- Sour Grapes (1983)
- Making Sense of Marx[англ.] (1985)
  - An Introduction to Karl Marx[англ.]
- The Cement of Society (1989)
- Solomonic Judgements (1989)
- Nuts and Bolts for the Social Sciences (Cambridge, 1989)
- Local Justice (1992)
- Political Psychology (1993)
- Explaining Social Behavior: More Nuts and Bolts for the Social Sciences (Cambridge, 2007)

### Переводы на русский язык

#### Монографии
- Объяснение социального поведения. Еще раз об основах социальных наук = Explaining Social Behavior: More Nuts and Bolts for the Social Sciences. — М.: Высшая Школа Экономики, 2011. — 672 с. ISBN 978-5-7598-0821-3, 978-0-521-77179-5
  - Главы из книги
- Кислый виноград. Исследование провалов рациональности = Sour Grapes: Studies in the Subversion of Rationality. — М.: Издательство Института Гайдара, 2018. — 296 с. ISBN 978‑5‑93255‑522‑4

#### Статьи
- Социальные нормы и экономическая теория Архивная копия от 6 августа 2015 на Wayback Machine // THESIS, 1993, вып. 3